# 汇丰银行哈尔滨分行旧址
汇丰银行哈尔滨分行旧址是黑龙江省哈尔滨市的一座历史建筑，位于道里区兆麟街37号（与田地街交汇处东北角）。

## 历史
汇丰银行哈尔滨分行成立于1915年12月。1923年建造古典主义风格的银行大楼，设有宏伟典雅的柱廊。1941年太平洋战争前夕，汇丰银行哈尔滨分行关闭。1949年以后，该建筑改为办公楼。1988年，此处成为中国银行的一处支行。2007年9月30日，成为哈尔滨市文物保护单位。还是哈尔滨市一类保护建筑。